# Hirschrott
Hirschrott ist der Name einer Siedlung, die zu Erkensruhr, einem Ortsteil der Gemeinde Simmerath, gehört und wie Einruhr und Erkensruhr ein staatlich anerkannter Erholungsort ist. Die Siedlung liegt unweit der Gemeindegrenze zu Schleiden direkt am Rande des Nationalparks Eifel. Als Endpunkt des langgestreckten Erkensruhrer Tals ist Hirschrott per PKW nur über eine Fahrstraße von Einruhr aus über Erkensruhr zu erreichen. Die Ortsbezeichnung Hirschrott (auch: Hirschbroich, Hirzdell) bezieht sich auf einen Flurnamen am Talende und steht für gerodete oder Bruch- und Sumpflandschaft, auf dem gelegentlich Hirsche verkehrten.
Infolge des Aachen-Gesetzes vom 14. Dezember 1971 waren Erkensruhr und Hirschrott mit Wirkung vom 1. Januar 1972 der neuen Gemeinde Simmerath zugewiesen worden. Bis dahin gehörte Erkensruhr zur Gemeinde Rurberg im Landkreis Monschau und Hirschrott zur Gemeinde Dreiborn im Landkreis Schleiden. Die Kreisgrenze war bis 1971 der im Tal verlaufende Bach Erkensruhr.

## Geschichte

### Grube Leykaul

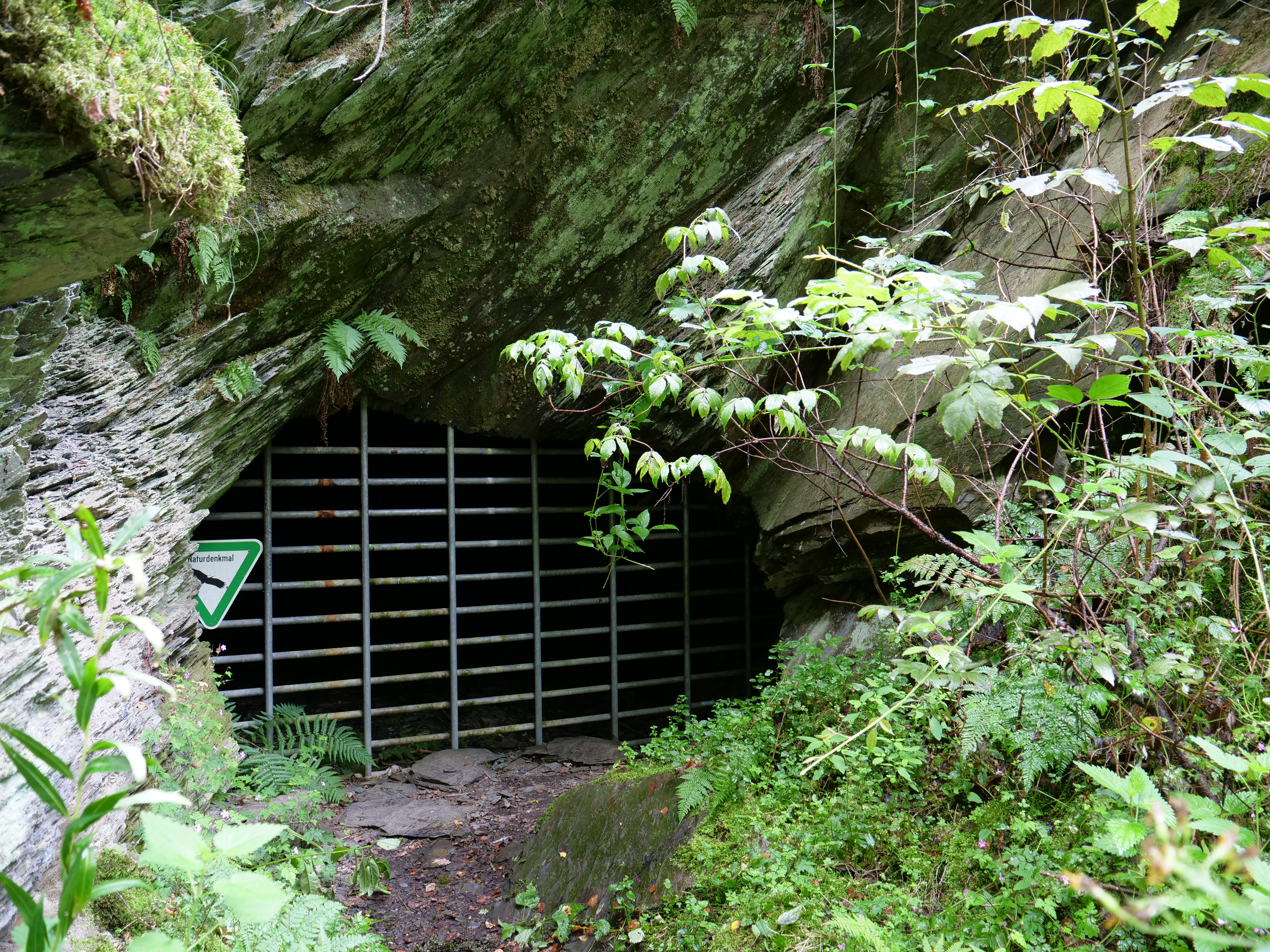
Ehemaliger Stolleneingang, jetzt Fledermaushöhle

Die älteste bekannte Besiedlung von Hirschrott fand ab dem 18. Jahrhundert statt, nachdem der Monschauer Friedensrichter und Bürgermeister Johann Joseph de Berghes (1745–1816) im Jahr 1791 die Abbaurechte für eine Schiefergrube in den linken Hängen des Wüstebachs erhalten hatte, wenige hundert Meter bevor dieser Bach mit dem Püngelbach zusammen als Erkensruhr weiterfließt. Seine Grubenanlage komplettierte er sowohl mit einer Schmiede und einem Hüttenwerk für die Bearbeitung der Gesteinsblöcke zu Dachschiefertafeln als auch mit einem kleinen Wohn- und Verwaltungsgebäude für seine eigene Familie. An mindestens sechs verschiedenen Stellen wurden Schürfversuche unternommen bzw. Stollen in den Berg getrieben. Heutzutage (2025) dienen die vergitterten Stolleneingänge als Fledermaushöhlen. Als Arbeitskräfte warb de Berghes Franzosen aus dem Ort Fumay im Département Ardennes an, wo der Schieferabbau eine jahrhundertelange Tradition hatte, und ließ für sie ein eigenes Unterkunftsgebäude erbauen. Neun Jahre nach de Berghes‘ Tod im Jahr 1816 verkaufte seine Witwe im Jahr 1825 den gesamten Komplex an den Grubenmeister Nicolas Dardenne (1794–1860), ebenfalls aus Fumay, der in Hirschrott ein selbst erbautes Haus bezog.
Bis zu seinem Tod betrieb Nicolas Dardenne (Dardenne = d’Ardennes = von den Ardennen; Namensvariante: Dartenne, verwandt mit dem in Dreiborn geborenen Augenarzt Michael Ulrich Dardenne) die Schieferbrüche wirtschaftlich erfolgreich. Sein eigenes Wohnhaus übertrug er bereits 1840 seinem Schwiegersohn Carl Aldenhoven aus Monschau, der es 1848 an die preußische Forstverwaltung weiterverkaufte. Bis 1870, als das neue Forsthaus Dedenborn erbaut worden war, wurde das Forsthaus Leykaul (Ley = Schiefer, kaul = Kuhle/Grube) als Dienstwohnung des Revierförsters genutzt. Die seit Mitte der 1860er Jahre nach dem Tod von Nicolas Dardenne mit dem Schieferabbau in der Schiefergrube tätigen Nachfolger blieben mit der Weiterführung weitestgehend erfolglos und sie mussten die Grube später schließen. Der allgemeine Baustoffmangel nach dem Zweiten Weltkrieg führte jedoch dazu, dass die Grube Leykaul noch einmal reaktiviert, aber 1949 dann endgültig aufgegeben wurde. Die Anlage zerfiel zunehmend, lediglich vereinzelte Mauerreste sind noch im zugewachsenen Unterholz am Wüstebach sichtbar.
Einige teilweise unter Denkmalschutz stehende Häuser aus der Zeit der frühen Besiedlung sind im Ortsteil Hirschrott erhalten geblieben und wenige neuere Bauten, anfangs meist für Familienangehörige, sind dazugekommen, die heutzutage aber eher für touristische Zwecke als Ferienhäuser genutzt werden. Räumliche und infrastrukturelle Begrenzungen im Talende verhinderten jedoch, dass dieser Ortsteil sich weiterentwickelte und die Einwohnerzahl selten über 30 Personen hinausgeht.

## Kultur und Sehenswürdigkeiten

### Wüstung Leykaul

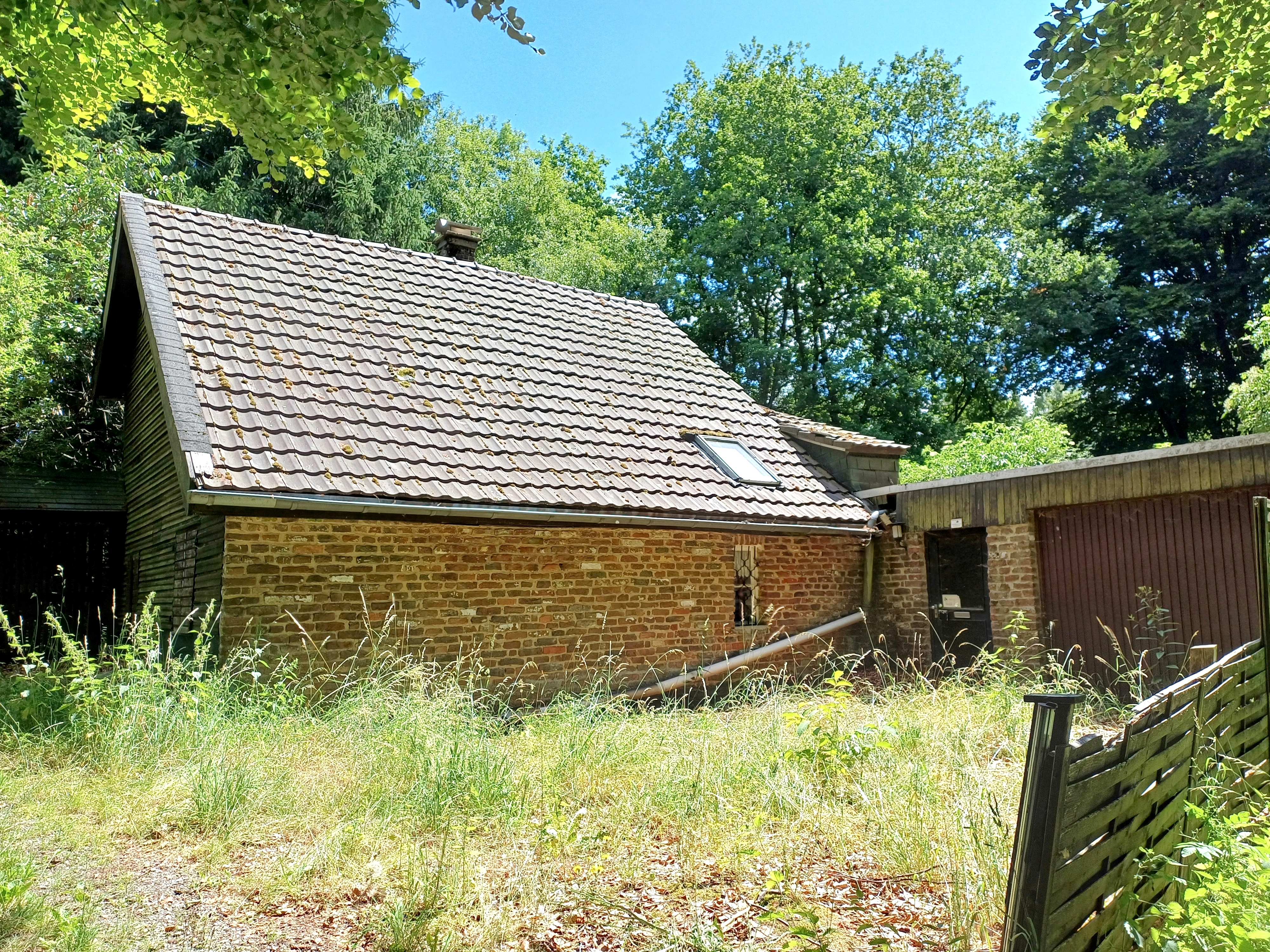
Altes Wirtschaftsgebäude Hof Leykaul

Oberhalb der Grube Leykaul am Rande der Dreiborner Hochfläche existierte um 1800 ein Gutshof der Familie Kirch aus Dreiborn, der durch Heirat an Johann Hubert Theodor Dardenne, einen Enkel des Grubenbesitzers Nicolas Dardenne, überging und fortan als „Hof Leykaul“ bezeichnet wurde. Der Hof wurde bis 1998 von der Familie Dardenne und anschließend bis 2008 von dem ehemaligen polnischen Zwangsarbeiter Pawel Zluzala betrieben und nach dessen Tod weitestgehend abgerissen. Die vormaligen landwirtschaftlich genutzten Flächen wurden im Jahr 2004 zum Landschaftsschutzgebiet erklärt und der Natur überlassen.

### Schutzhütte Leykaul
Zur Erinnerung an die Hofanlage Leykaul und die Familie Dardenne wurde am Rand des dortigen Zufahrtweges eine Schutzhütte aufgestellt, in der einige Exponate der Familie ausgestellt sind. So finden sich beispielsweise hinter Glas die Grabsteine von Hubert Dardenne und seiner Gattin Maria, geb. Berners, ferner eine kleine Pietà als Dank dafür, dass die Bewohner einen Granateinschlag im Zweiten Weltkrieg überlebt hatten, sowie diverse Hauskreuze und Heiligenfigürchen. Ruhebänke laden den vorbeiziehenden Wanderer zu innerer Einkehr ein und bieten Schutz vor Witterungseinflüssen.

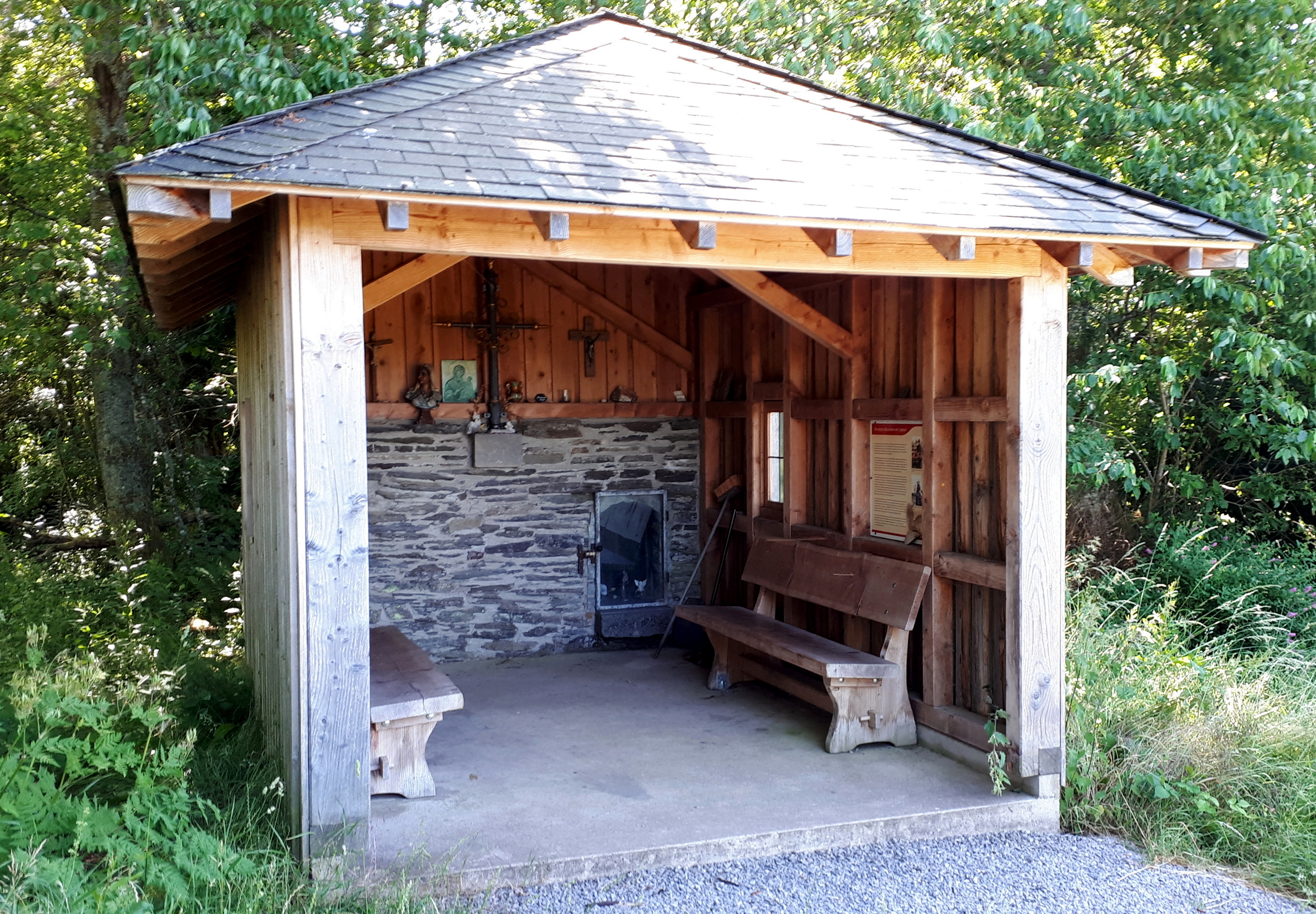
Schutzhütte Leykaul
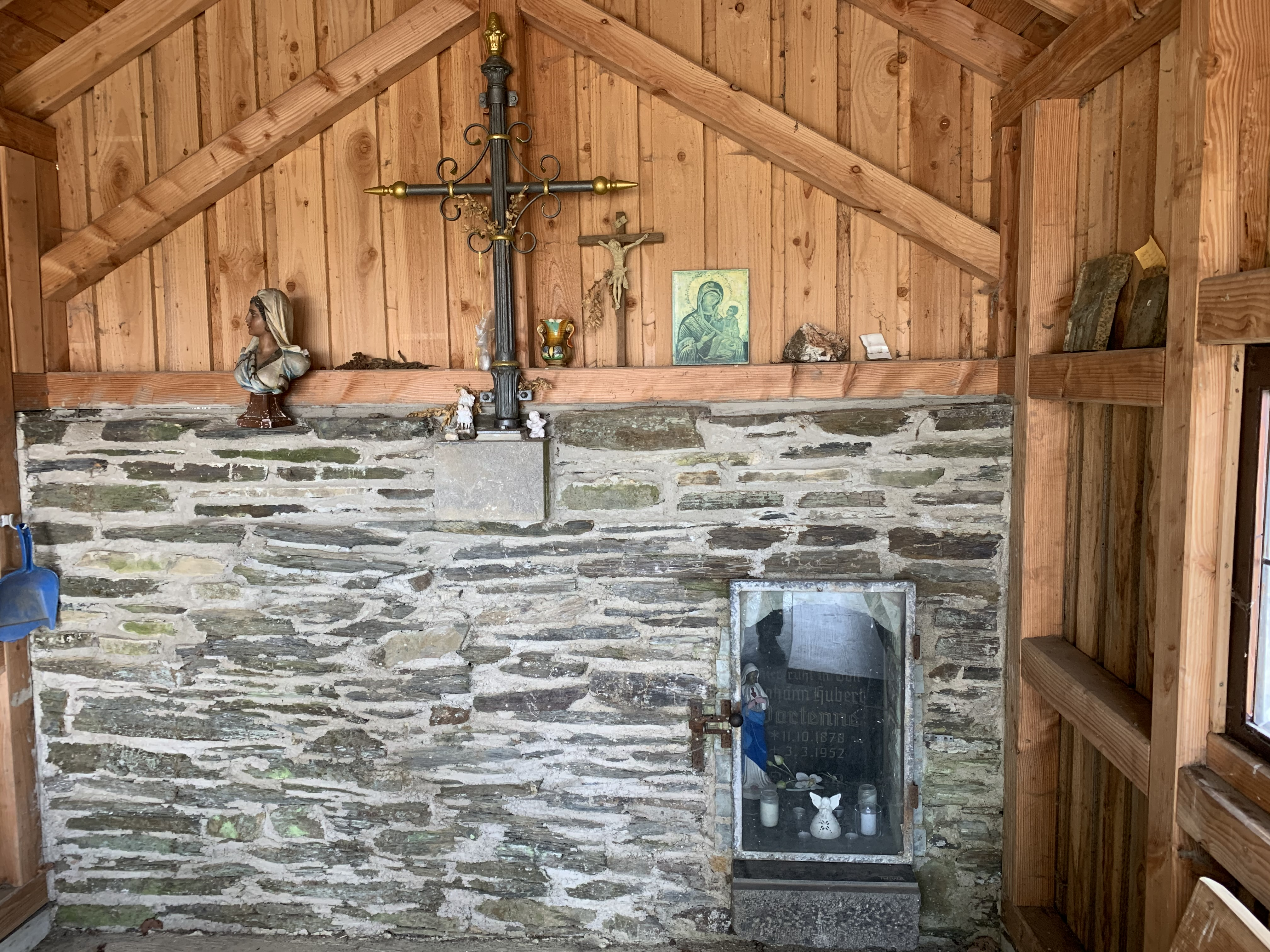
Innenansicht
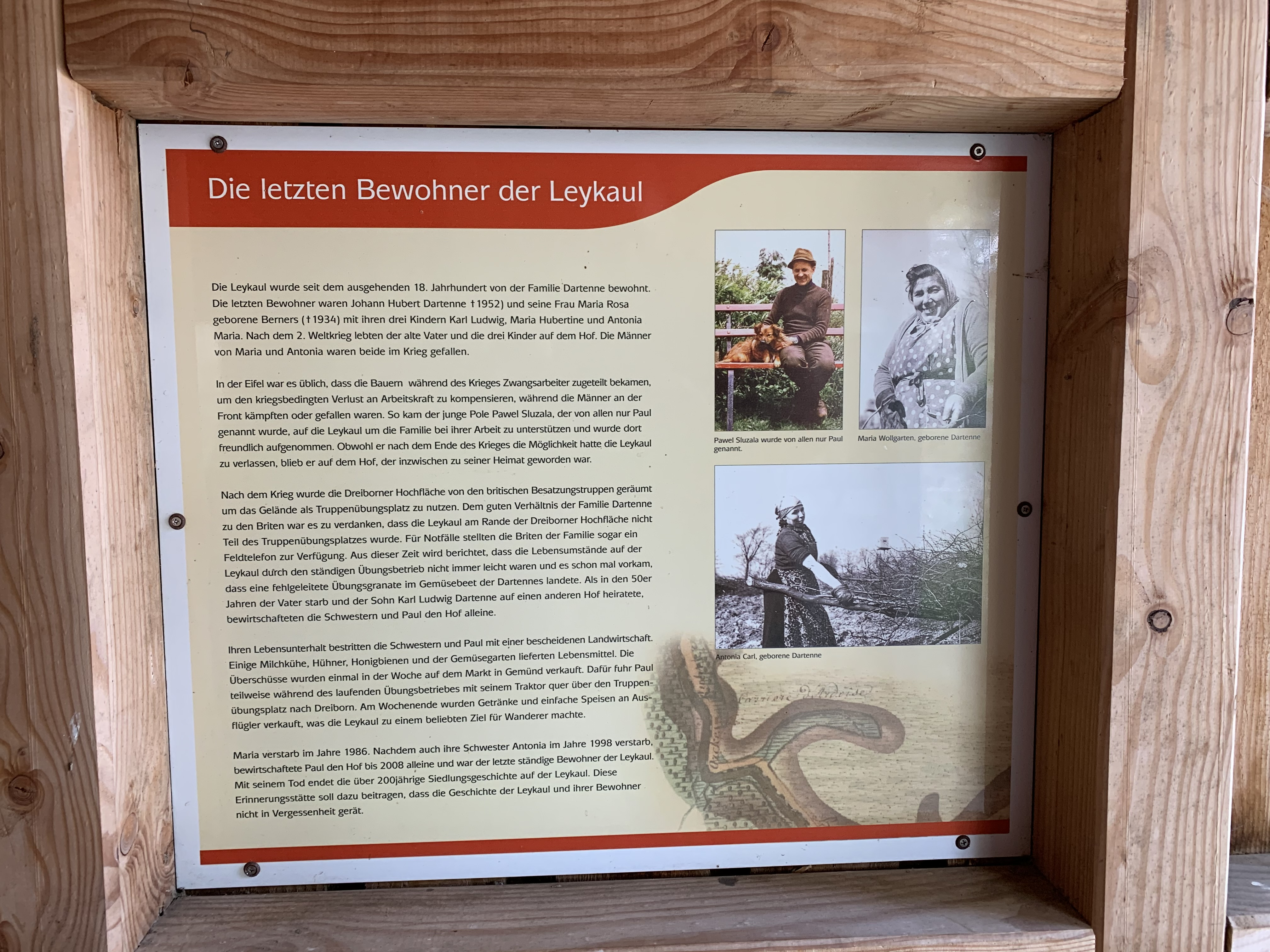
Infotafel mit alten Bildern
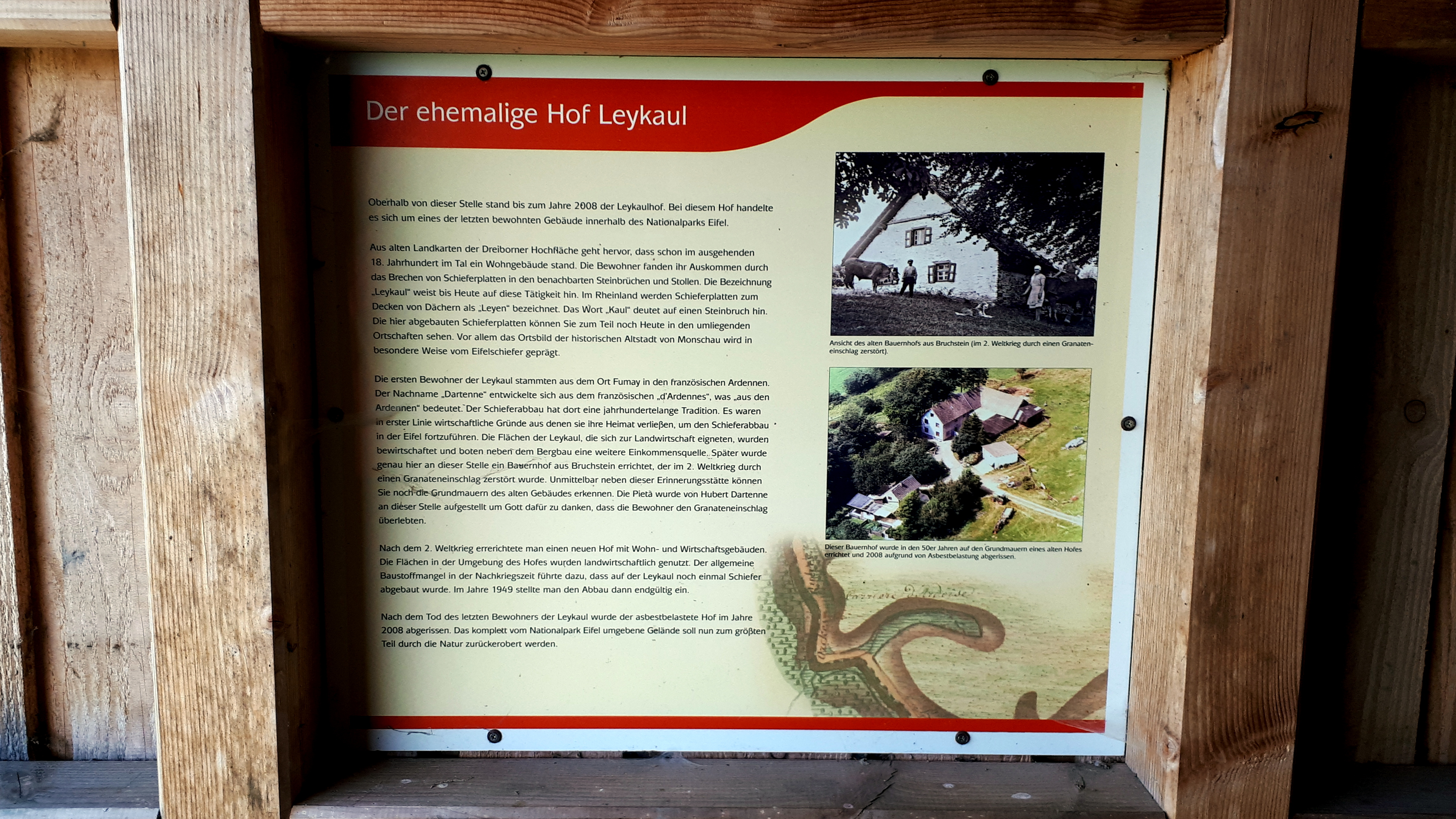
Infotafel mit alten Bildern

### Waldkapelle
Am Waldrand östlich von Erkensruhr/Hirschrott findet sich eine kleine, aus Holz errichtete nach Osten hin stets offene Kapelle mit Satteldach, angedeutetem Glockenturm und aufgesetztem großem Kreuz. Sie wurde Anfang der 1980er-Jahre als Ort der Fürbitten erbaut und ist mit zahlreichen Votivtafeln und -gaben, kleinen Kreuzen und sakralen Bildern geschmückt.
Mehrere Ruhebänke auf dem durch hohe dichte Bäume stets schattigen und kühlen Außengelände der Kapelle und ein kunstvoll geschnitzter Brunnen mit fließendem kalten Bergwasser macht die Anlage zu einem Ort der inneren Ruhe. Für deren Wartung zeigt sich ein Förderverein verantwortlich, der zuletzt im Jahr 2014 größere Sanierungsarbeiten an der Anlage vorgenommen hat.

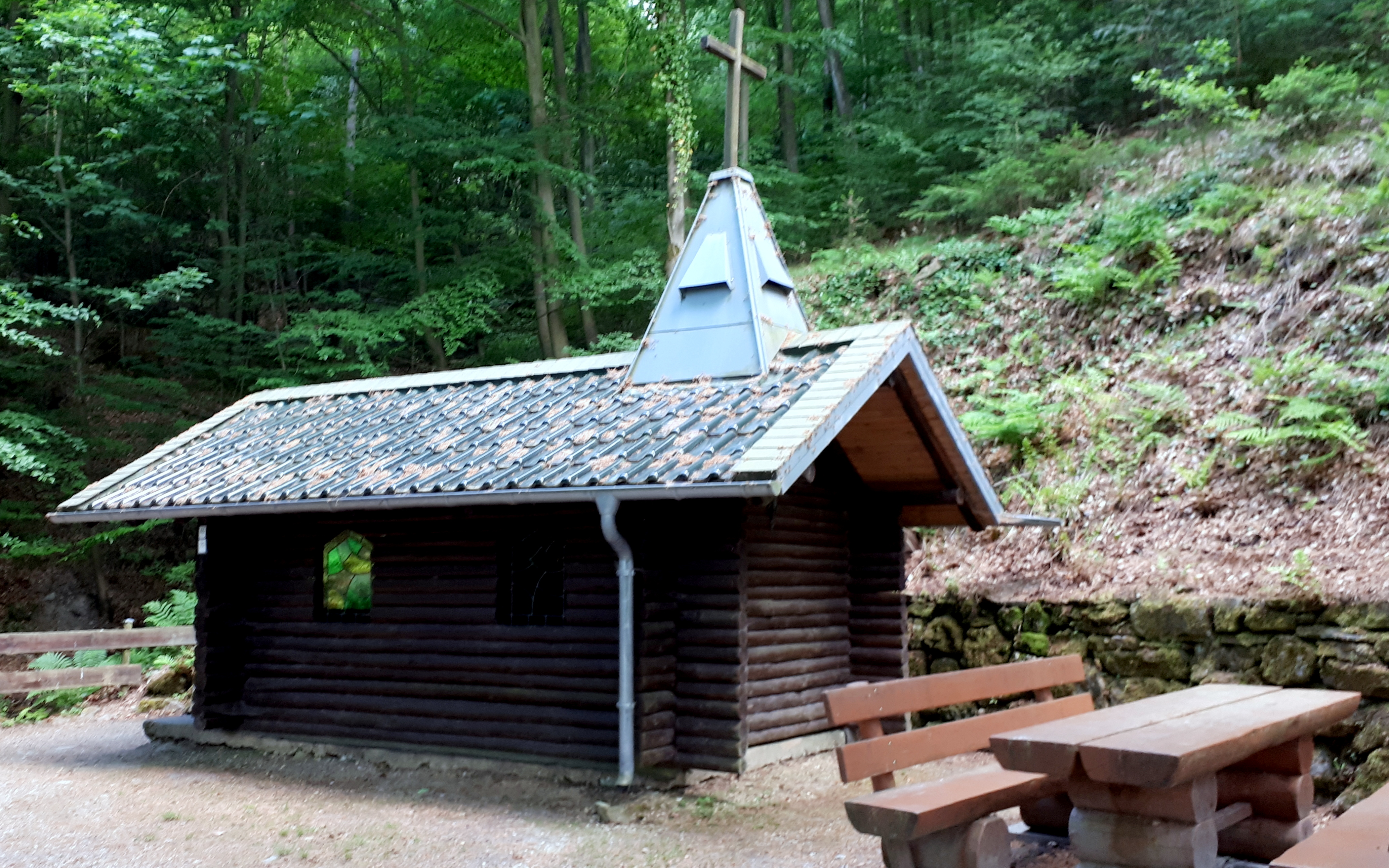
Waldkapelle Hirschrott
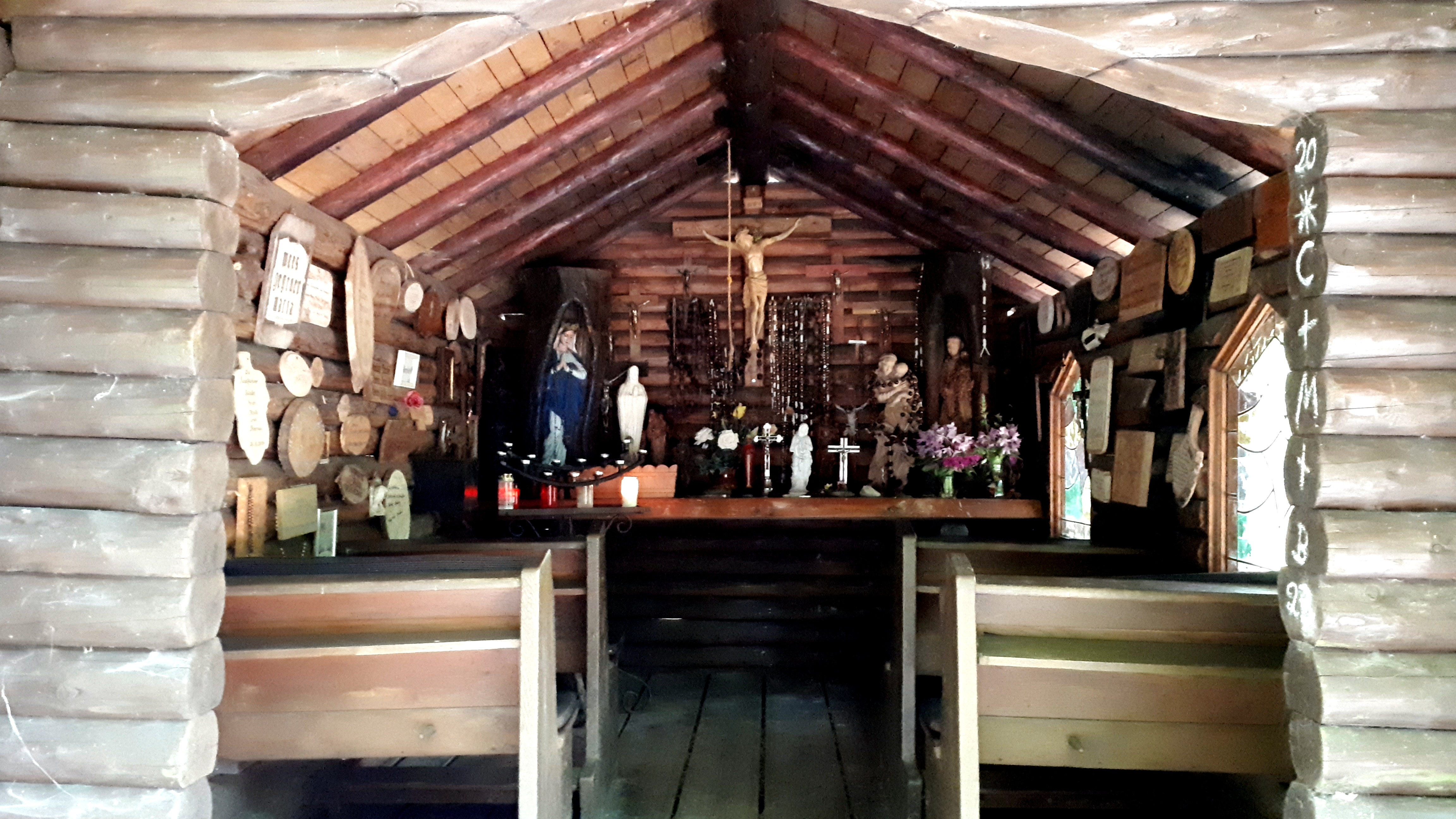
Innenraum Kapelle
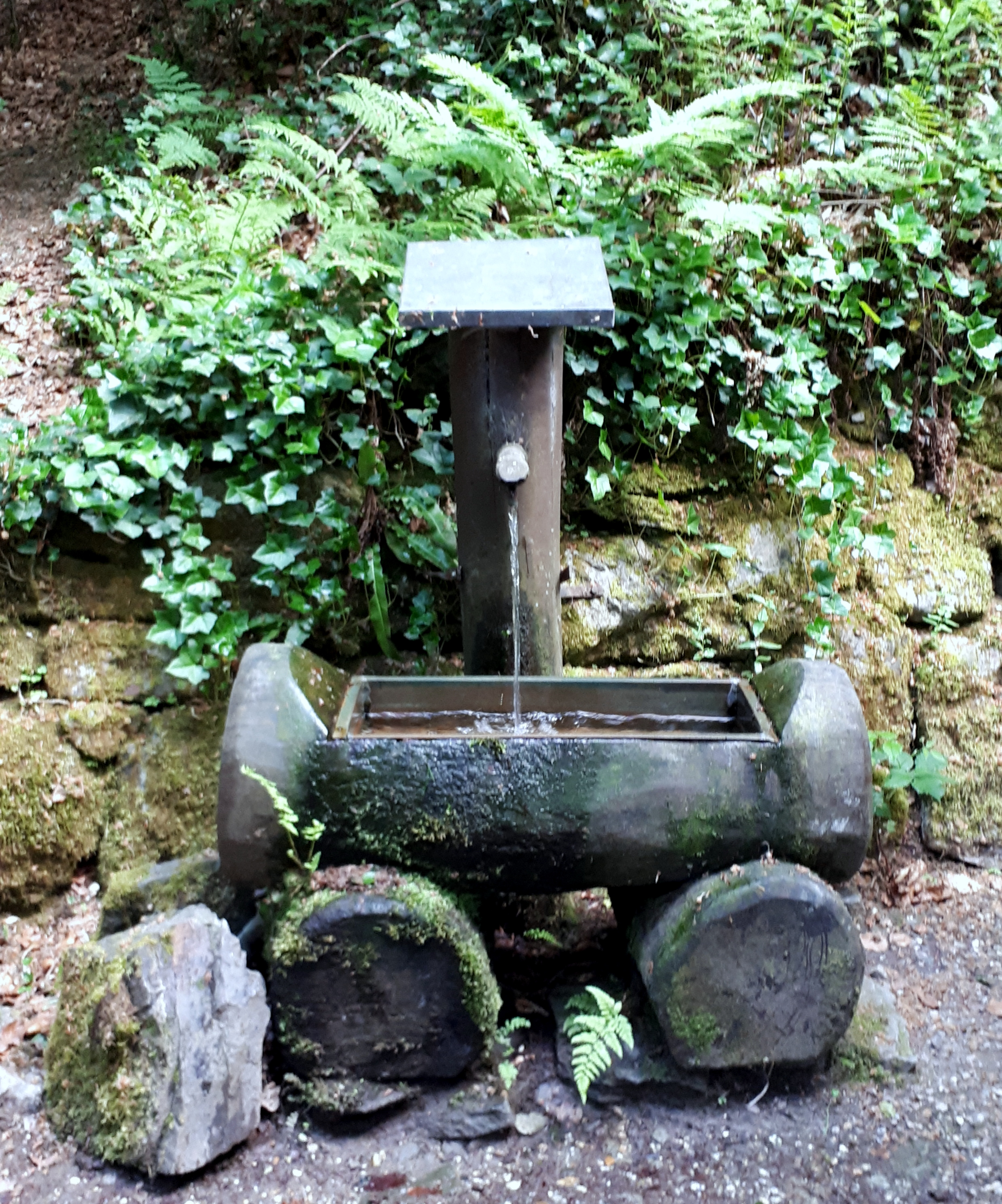
Brunnenanlage

### Schöpfungspfad
Vom Talschluss in Hirschrott ausgehend über einen stets ansteigenden anspruchsvollen Waldpfad hoch bis zur Wüstung Leykaul schlängelt sich über 2,5 Km der sogenannte „Schöpfungspfad“. Dabei streift er zwei ehemalige und heute zu Fledermaushöhlen umfunktionierte Stolleneingänge der ehemaligen Grube Leykaul. Als Kooperationsprojekt des Nationalpark-Forstamtes Eifel mit dem ökumenischen Netzwerk „Kirche im Nationalpark Eifel“ bietet der Pfad mit seinen zehn Stationen, an denen biblische und literarische Texte auf Wendetafeln angebracht sind, einen spirituellen und meditativen Zugang zur Natur. Er schließt mit einem begehbaren Labyrinth auf den Wiesen des heutigen Landschaftsschutzgebietes Leykaul ab, nur rund 100 Meter von der Schutzhütte beim ehemaligen Hof Leykaul entfernt.
Die Stationen geben im Einzelnen Anregungen zu den Themen: 1. Achtsamkeit, 2. Monokultur, 3. Vielfalt, 4. Werden und Vergehen, 5. Hindernis und Schutz, 6. Zwischen Himmel und Erde, 7. Dunkelheit und Licht, 8. Ruhezeit, 9. Weg zur Mitte, 10. Veantwortung.

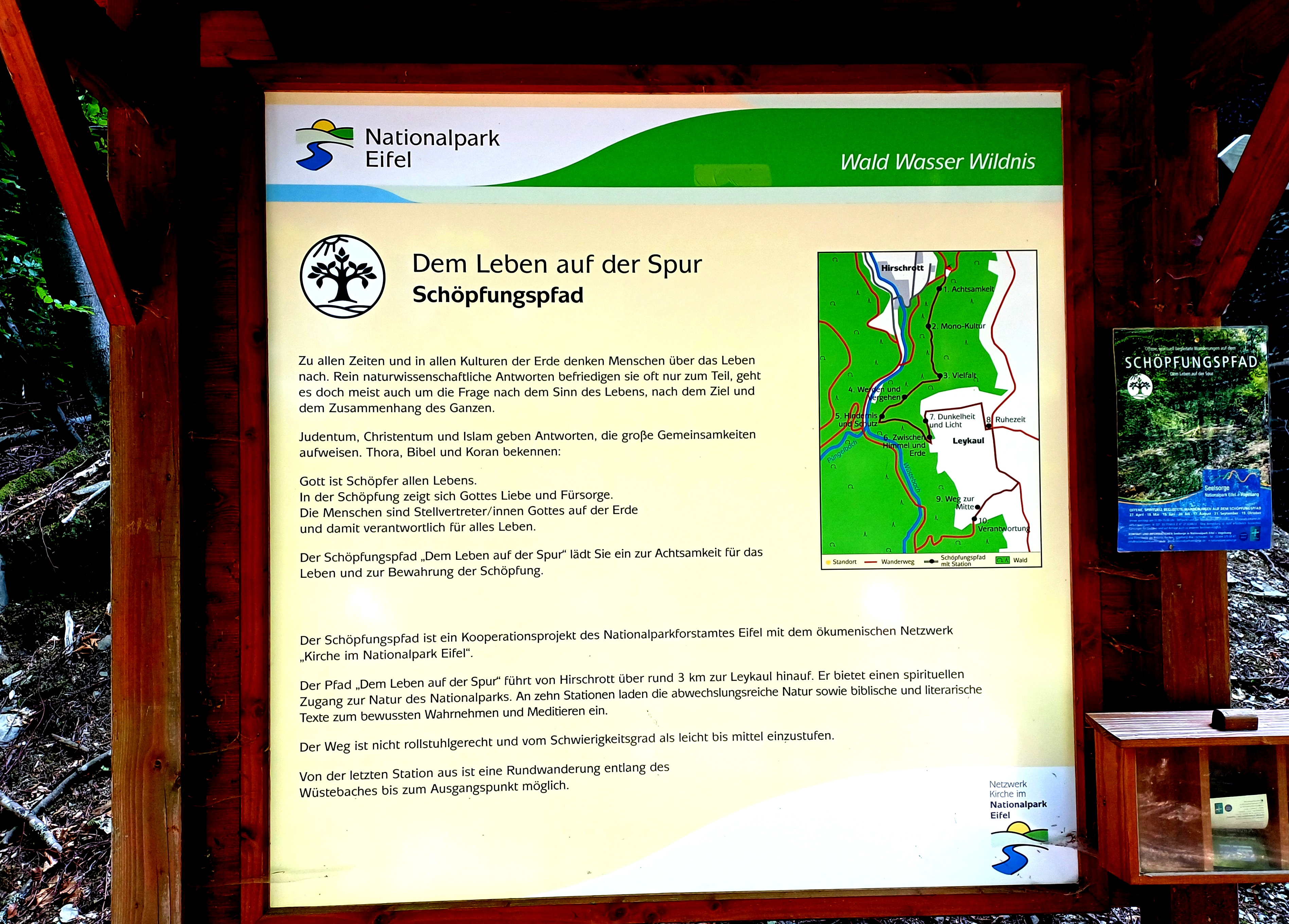
Infotafel mit Streckenführung
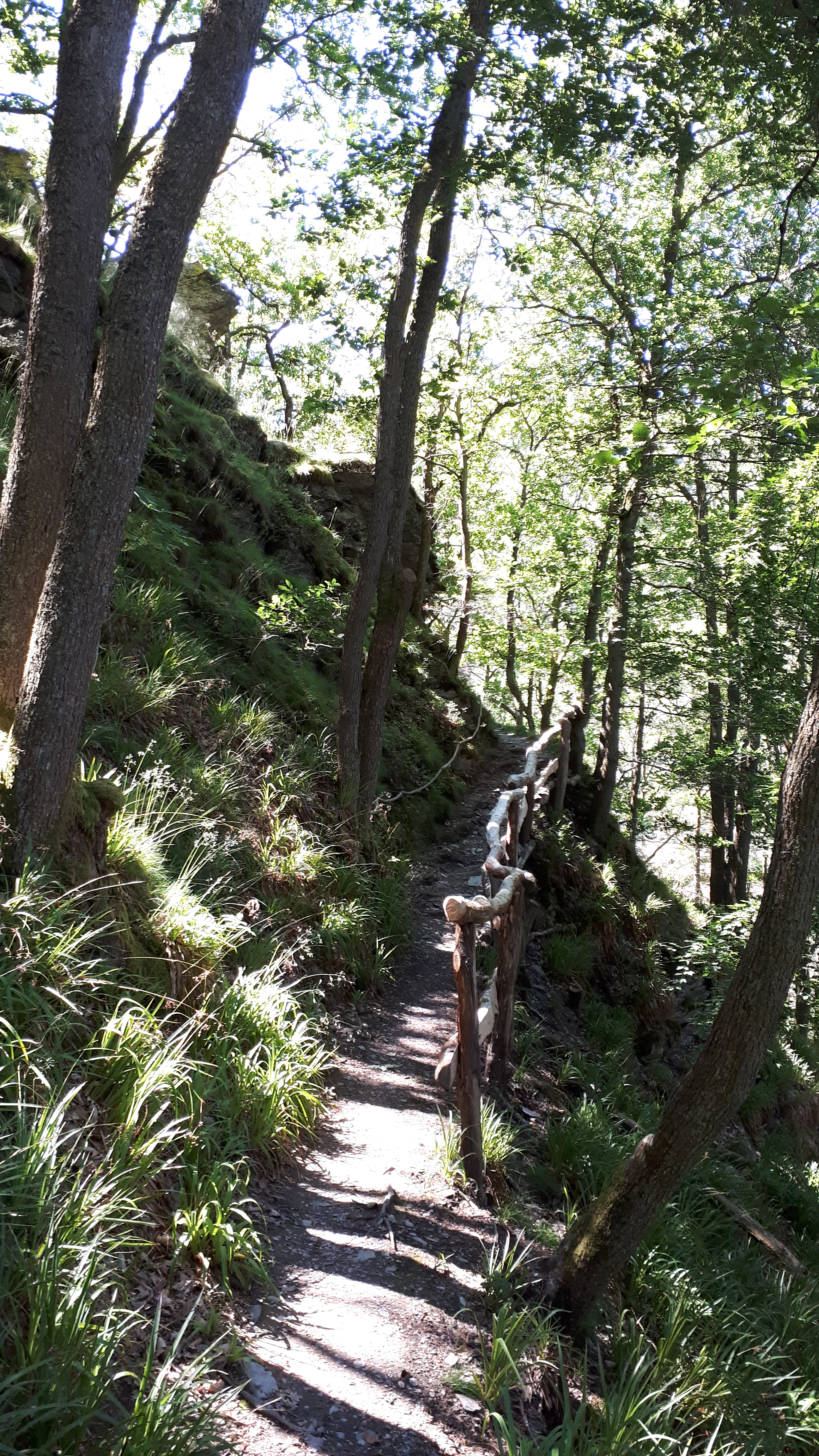
Aufstieg
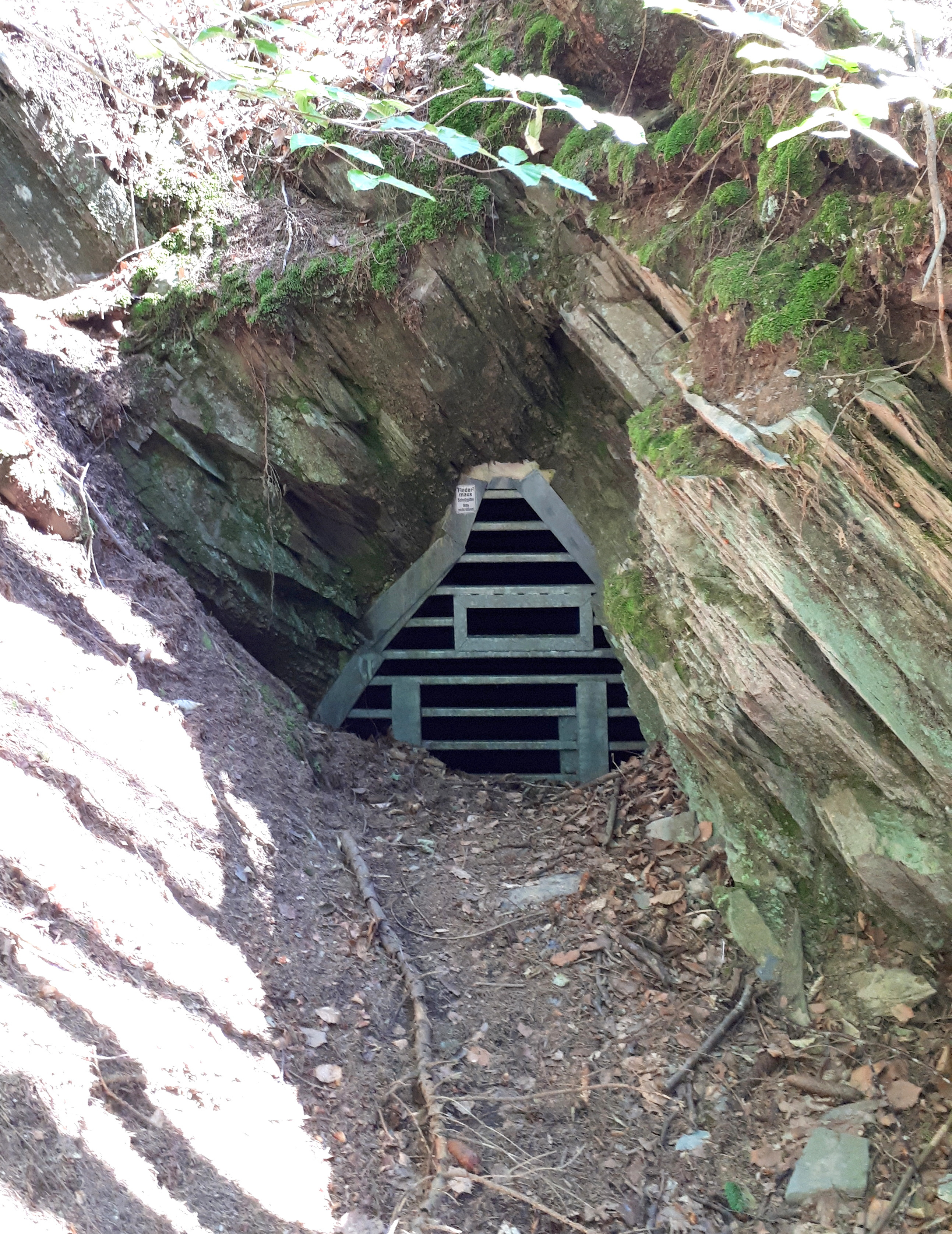
Fledermaushöhle entlang des Weges
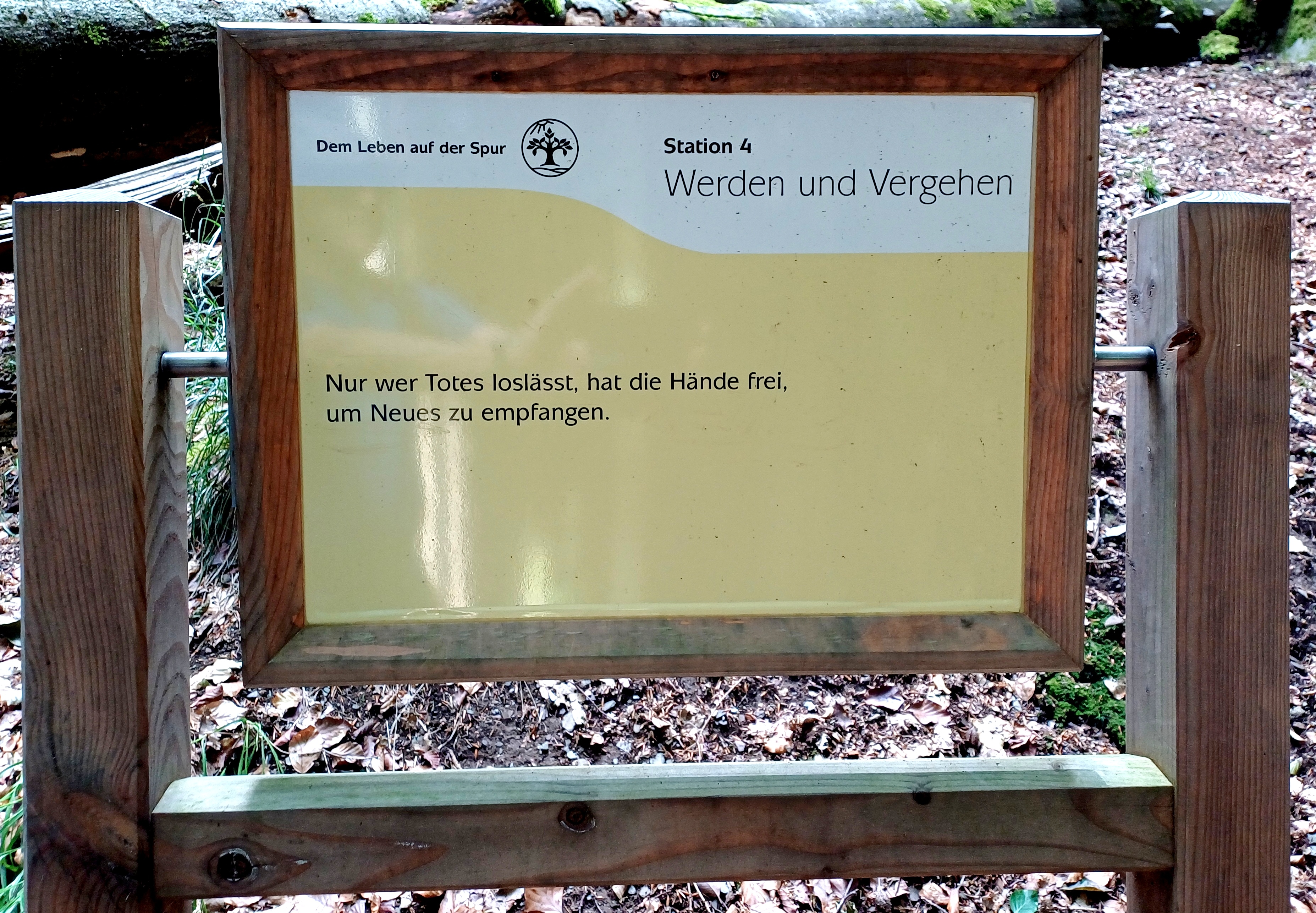
Thementafel Station 4
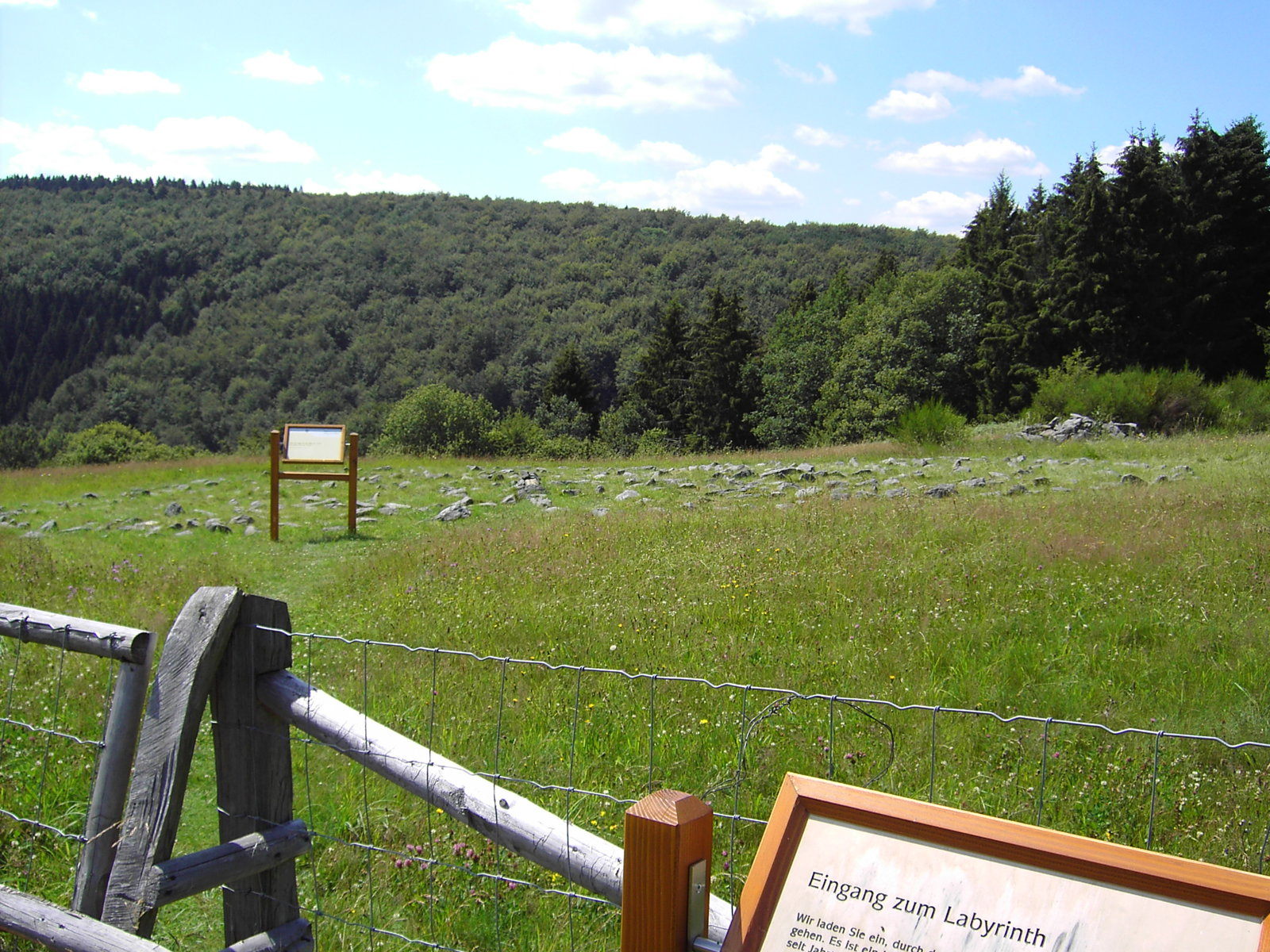
Labyrinth Schöpfungspfad